# Ołobok (województwo lubuskie)
Ołobok (niem. Mühlbock, Mühlbach) – wieś w Polsce położona w województwie lubuskim, w powiecie świebodzińskim, w gminie Skąpe.
W latach 1945–1954 siedziba gminy Ołobok. W latach 1975–1998 miejscowość położona była w województwie zielonogórskim.
Wieś położona nad rzeką Ołobok, przy Jeziorze Czerniak (Ołobockim). Przez wieś przebiega droga Świebodzin – Krosno Odrzańskie, w średniowieczu przejściowo miasto.
W okolicy schrony południowej części Międzyrzeckiego Rejonu Umocnionego.

## Zabytki
Do wojewódzkiego rejestru zabytków wpisany jest:
- kościół parafialny pod wezwaniem św. Bartłomieja, z końca XVIII wieku

inne zabytki:
- zabytkowa plebania
- częściowo zachowana zabudowa z przełomu XIX i XX w.
- trzy kapliczki obok kościoła z 1912 r.